# العلاقات الإسرائيلية اللبنانية
لا توجد حاليًا علاقات رسمية بين إسرائيل ولبنان من الناحية الاقتصادية أو الدبلوماسية، لكن لبنان كان أول بلد عربي يشير إلى رغبته بتوقيع معاهدة هدنة مع إسرائيل عام 1949. واستقبل لبنان أعدادا من اللاجئين الفلسطينيين التي هُجروا خلال حرب فلسطين 1947–48 وحرب 1948 وذلك لحدودها الطويلة مع شمال فلسطين والعلاقات الوطيدة بين سكان الجليل وجنوب لبنان والساحل الفلسطيني واللبناني، لم تشارك لبنان في حروب 1967 و1973 و حتى أوائل السبعينيات كانت الحدود اللبنانية مع إسرائيل الجبهة الأكثر هدوءاً من بين الدول العربية الأخرى المجاورة.
شكل لبنان ساحة للعمليات والعمليات المضادة بين إسرائيل والفلسطينيين، وفي عام 1978 قامت إسرائيل بحملة عسكريَّة على جنوب لبنان عرفت باسم عملية الليطاني احتلّ خلالها الأراضي اللبنانيّة حتّى نهر الليطاني، أسفرت الحملة عن مقتل ما بين 1100 إلى 2000 من المقاتلين الفلسطينيين، والمواطنين اللبنانيين، وإلى تهجير 100,000 إلى 250,000 مواطن لبناني من بيوتهم وقُراهم. نجحت إسرائيل في تحقيق أهدافها من هذه الحملة العسكريّة، فانسحبت قوّات منظمة التحرير الفلسطينية إلى شمال نهر الليطاني، وقد أدت اعتراضات الحكومة اللبنانية على الاجتياح الإسرائيليّ إلى تكوين قوة حفظ سلام في جنوب لبنان تتكوَّن من قوّات (اليونيفيل)، وانسحبت إسرائيل بشكل جزئي من الأراضي اللبنانية.
وفي عام 1982 غزت إسرائيل لبنان وحاصرت بيروت وأنهت عمليا الوجود المسلح لمنظمة التحرير الفلسطينية في لبنان. بعد انسحاب المسلحين من لبنان، قام الجيش الإسرائيلي بتسهيل تنفيذ مذبحة صبرا وشاتيلا ضد فلسطينيي المخيمات على يد المجموعات اللبنانية المتمثلة بحزب الكتائب اللبناني وجيش لبنان الجنوبي والجيش الإسرائيلي.
احتفظت إسرائيل بالسيطرة على جنوب لبنان وعلى مليشيا حليفة لها عرفت باسم جيش لبنان الجنوبي وذلك حتى انسحابها من طرف واحد عام 2000.
بعد توقيع إتفاق ترسيم الحدود بين لبنان وإسرائيل في أكتوبر 2022 قال رئيس الوزراء الإسرائيلي يائير لبيد عبر حسابه على موقع «تويتر» أن لبنان إعترف بإسرائيل، فيما نفى الرئيس اللبناني ميشال عون الإدعاء وقال أن «الإتفاق لا يرقى لمستوى الإعتراف».
منذ أواخر عام 2023 ، يشهد لبنان تحولات عميقة على المستوى الأمني والسياسي والاقتصادي، في أعقاب تراجع نفوذ حزب الله عقب التصعيد العسكري، وانتخاب قيادة جديدة تعهدت بالحياد وتطبيق القرار 1701، وسط مؤشرات متزايدة على انفتاح سياسي تجاه مسار التطبيع والانضمام المحتمل إلى اتفاقيات إبراهيم.

## خلفية

### الجذور التاريخية للعلاقات بين الشعبين
للمقالة الرئيسة طالع: العلاقات التاريخية بين الفينيقيين وممالك إسرائيل القديمة
تعود العلاقات بين سكان ما يُعرف اليوم بلبنان وإسرائيل إلى عصور قديمة سبقت ظهور الدول الحديثة بآلاف السنين. فقد ارتبطت الممالك الفينيقية، وخاصة صور وصيدون، بعلاقات سياسية وثقافية ودينية وتجارية مع ممالك إسرائيل القديمة خلال الألفية الأولى قبل الميلاد، لا سيما منذ عهد الملك داود وحتى سقوط مملكة إسرائيل الشمالية. وتشير المصادر التوراتية والنقوش الأشورية إلى تحالفات بين داود وسليمان وملوك صور مثل حيرام الأول، الذي زوّدهم بالأخشاب والحرفيين لبناء الهيكل والقصور في أورشليم.
كما توثّقت الروابط من خلال الزواج السياسي بين الملك أخآب والإميرة الفينيقية إيزابل، مما ساهم في تداخل ثقافي وديني ملحوظ. أدى القرب الجغرافي واللغوي، إضافة إلى الاستخدام المشترك للأبجدية الكنعانية، إلى تسهيل التبادل الثقافي والتجاري. وتؤكد الأدلة الأثرية هذا التفاعل في مجالات العمارة والفن والاقتصاد والعبادة، مما يجعل العلاقة بين الفينيقيين والإسرائيليين القدماء نموذجًا غنيًا للتفاعل الإقليمي في العصر الحديدي.

### عبر القرون
طالع أيضًا: تاريخ اليهود في لبنان
عبر القرون، استقر اليهود في مناطق لبنانية مثل بيروت وطرابلس وصيدا ودير القمر، وأسهموا في الحياة الاجتماعية والثقافية، حيث أنشأوا مؤسسات دينية وتعليمية ككنيس كنيس ماغين أبراهام وكنيس دير القمر. ومع ظهور الدول القومية في القرن العشرين، شهد لبنان تغيرات سياسية كبيرة، خاصة بعد إعلان دولة إسرائيل عام 1948، ما أدى إلى توتر العلاقات وتصاعد الصراعات الإقليمية. في سياق هذه التوترات، تضاءل الوجود اليهودي في لبنان بشكل كبير نتيجة الهجرة والحروب، فيما بقيت العلاقات اللبنانية الإسرائيلية معقدة ومتوترة، رغم الروابط التاريخية العميقة التي تجمع بين شعبيهما.

## 2023-حتى الآن
في أكتوبر 2023، أطلق حزب الله تصعيدًا عسكريًا واسعًا ضد إسرائيل دون تنسيق مع الدولة اللبنانية، مما أدى إلى اندلاع مواجهة دموية ألقت بظلالها الثقيلة على لبنان، سياسياً واقتصادياً. وفي أعقاب الحرب شهد لبنان دمارًا واسعًا في بنيته التحتية ونزوح مئات الآلاف من سكانه. ورغم أن إسرائيل حرصت على تركيز عملياتها العسكرية ضد مواقع حزب الله دون استهداف الدولة اللبنانية أو المدنيين، فإن تداعيات الحرب كانت قاسية على الشعب اللبناني.
وقد شكّل مقتل حسن نصرالله وعديد من قادة حزب الله البارزين إضافة إلى عملية البِيفِر والاجتياح البري، نقطة تحول مفصلية في موازين القوى في لبنان. فقد دخل الحزب في حالة من التراجع السياسي والعسكري، ترافقت مع دعوات داخلية وخارجية لإعادة النظر في مسار لبنان الإقليمي. في أعقاب هذه التطورات، شهد لبنان تحولًا سياسيًا ملحوظًا، حيث تم انتخاب العماد جوزيف عون رئيسًا للجمهورية، وتكليف القاضي نواف سلام بتشكيل الحكومة. وقد أعرب الرئيس عون عن التزامه الكامل بتطبيق القرار الدولي 1701، مؤكدًا أن لبنان لن يكون ساحة لصراعات الآخرين.
وأعرب المبعوث الأمريكي للشرق الأوسط، ستيف ويتكوف، عن تفاؤله بشأن إمكانية انضمام لبنان إلى اتفاقيات إبراهيم، مشيرًا إلى أن "هناك العديد من التغييرات العميقة التي تحدث في المنطقة". وتأتي هذه الدعوة في وقت بدأت فيه النخب السياسية اللبنانية التعبير عن رغبة حذرة في إعادة توجيه بوصلتها السياسية والاقتصادية نحو التعاون بدل المواجهة.

## مقارنة البلدين
|                                          | إسرائيل                                          | لبنان                           |
| ---------------------------------------- | ------------------------------------------------ | ------------------------------- |
| السكان                                   | 8,051,200                                        | 4,425,000                       |
| المساحة                                  | 20,770/22,072 كم² (8,019/8,522 ميل مربع)         | 10,452 كم²(4,036 ميل مربع)      |
| كثافة السكان                             | 387.63/كم² (1,004.00/ميل مربع)                   | 473/كم² (1,225/ميل مربع)        |
| العاصمة                                  | تل أبيب (بحكم القانون) القدس (بحكم الأمر الواقع) | بيروت                           |
| أكبر مدينة                               | القدس (مدينة متنازع عليها)                       | بيروت                           |
| الحكومة                                  | جمهورية برلمانية                                 | جمهورية برلمانية                |
| أول رئيس                                 | حاييم وايزمان                                    | بشارة الخوري                    |
| الرئيس الحالي                            | إسحاق هرتصوغ                                     | جوزاف عون                       |
| اللغات الرسمية                           | العبرية، العربية                                 | العربية                         |
| الأديان الرئيسية                         | 75.3% اليهودية، 20.7% الإسلام                    | 54% الإسلام، 40,5% المسيحية     |
| ناتج محلي إجمالي (اسمي)                  | $288.176 مليار ($35,833 لكل فرد)                 | $39.039 مليار ($9,862 لكل فرد)  |
| ناتج محلي إجمالي (تعادل القدرة الشرائية) | $288.244 مليار ($35,833 لكل فرد)                 | $61.444 مليار ($15,522 لكل فرد) |
| العملة                                   | شيكل إسرائيلي جديد (₪) (ILS)                     | ليرة لبنانية (LBP)              |